# سوناتالا
سوناتالا (به لاتین: Sonatala) یک منطقهٔ مسکونی در بنگلادش است که در ناحیه بوگرا واقع شده‌است. سوناتالا ۱۵۶٫۷۵ کیلومتر مربع مساحت و ۱۸۶٬۷۷۸ نفر جمعیت دارد.